# グアルダフィ岬
グアルダフィ岬（グアルダフィみさき、英語: Cape Guardafui,ソマリ語: Gees Gwardafuy）は、アシール岬 (Ras Asir) としても知られるソマリアのソマリ半島の岬である。古代名はアロマタ岬 (Aromata promontorium) で、スパイスの岬の意味である。

## 概要
グアルダフィ岬はアフリカの角として知られるソマリア・ソマリ半島の東北側の突端部に位置する岬。バリ州に属し、プントランド政府の支配地域にあたる。アデン湾に面し、東側のインド洋に浮かぶイエメン領のソコトラ島が近い。また、アフリカ大陸最東端のハーフーン岬も東南方向にある。